# Plešivo
Plešivo je naselje v Občini Brda. Deloma leži tudi v Italiji (Plessiva).